# Cấy microchip dưới da con người
Cấy microchip dưới da con người là việc một thiết bị vi mạch hoặc thẻ nhận dạng qua tần số vô tuyến (RFID) dùng để xác nhận được bọc trong thủy tinh silicat và được cấy vào cơ thể của một con người. Loại cấy dưới da này thường bao gồm một số ID duy nhất có thể được liên kết với thông tin chứa trong cơ sở dữ liệu bên ngoài, chẳng hạn như nhận dạng cá nhân, thực thi pháp luật, tiền sử bệnh, thuốc men, dị ứng và thông tin liên lạc.

## Lịch sử
Các thí nghiệm đầu tiên với cấy ghép thẻ RFID được thực hiện vào năm 1998 bởi nhà khoa học người Anh Kevin Warwick. Cấy ghép của ông đã được sử dụng để mở cửa, bật đèn và gây ra kết quả bằng lời nói trong một tòa nhà. Sau chín ngày cấy ghép thẻ được lấy ra và kể từ đó đã được giữ tại Bảo tàng Khoa học (London).
Vào ngày 16 tháng 3 năm 2009, nhà khoa học người Anh Mark Gasson đã có một thiết bị thủy tinh tiên tiến RFID dạng viên con nhộng được cấy ghép vào tay trái của mình. Vào tháng 4 năm 2010, nhóm nghiên cứu của Gasson đã chứng minh làm thế nào một virus máy tính có thể lây nhiễm không dây vào thiết bị cấy ghép của ông và sau đó được truyền sang các hệ thống khác. Gasson lý luận rằng với công nghệ cấy ghép, sự tách biệt giữa con người và máy có thể trở thành lý thuyết bởi vì công nghệ có thể được cảm nhận bởi con người như là một phần của cơ thể họ. Bởi vì sự phát triển này trong sự hiểu biết của chúng ta về những gì cấu thành cơ thể của chúng ta và ranh giới của nó, ông đã trở thành người đầu tiên bị nhiễm virus máy tính. Ông chưa có dự định để lấy ra cái cấy ghép này.